# Óscar Berger
Óscar José Rafael Berger Perdomo, född 11 augusti 1946 i Guatemala City, var Guatemalas president 14 januari 2004-14 januari 2008. 1991 till 1999 var han borgmästare i Guatemala City.